# شهرستان رونان
شهرستان رونان (به لاتین: Runan County) یک شهرستان‌های جمهوری خلق چین در چین است که در ژومادیان واقع شده‌است.